# Magallana gigas
Espèce
Synonymes
- Crassostrea gigas (Thunberg, 1793)
- Ostrea gigas Thunberg, 1793

Magallana gigas, aussi appelée huître creuse du Pacifique (précédemment Crassostrea gigas), est une huître creuse du genre Magallana originaire du nord-ouest de l'océan Pacifique. Elle est aussi souvent dénommée « huître japonaise », mais cette dénomination ambigüe se rapporte plutôt à la Magallana nippona (en).
Introduite dans 48 pays depuis le début du XXe siècle (1966 en France) à des fins économiques, pour remplacer les stocks d'huîtres indigènes épuisés par la surexploitation ou les maladies, elle est devenue l'huître la plus élevée au monde,. L’instabilité de la taxinomie (cf. infra), et les différentes agrégations dans les données produites par les pays, rendent l’estimation des productions aquacoles et des captures difficiles au niveau spécifique. D’après la FAO, la production aquacole globale de Magallana gigas en 2022 était de 643 467,765 tonnes. Mais cette valeur ne comprend que les données correspondant au code OYG (Huître creuse du Pacifique, « Pacific cupped oyster », Magallana gigas), pour laquelle la base FAO ne comporte aucune entrée pour la Chine. En 2022, la Chine a en revanche déclaré à la FAO une production de 6 199 540 de tonnes d’huîtres listées sous le code OYC qui correspond aux « Huîtres creuses nca » (Huîtres creuses non citées ailleurs). Ces dernières recouvrent a priori 5 espèces : Crassostrea gigas, C. rivularis, C. plicatula, Ostrea denselamellosa, et C. angulata. Les huîtres regroupées sous ce code OYC par la FAO représentaient en 2022 une production aquacole totale mondiale de 6 236 181,671 tonnes, la Chine représentant donc 99 % de ce total à elle seule. Cette production se plaçait en 2022 à la deuxième place de toutes les productions aquacoles du monde, derrière les crevettes Penaeus vannamei qui représentaient 6.8 millions de tonnes.
Elle représente 99 % de la production française au début du XXIe siècle. En 2022 en France, 83 427,85 t d'huîtres creuses sont produites annuellement alors que les huîtres sauvages, qui colonisent préférentiellement tous les substrats rocheux mais également les structures ostréicoles laissées à l'abandon ou les infrastructures marines humaines (cale, jetée), constituent un stock de 200 000 tonnes, avec des biomasses pouvant atteindre plus de 50 kg/m2.
Espèce colonisatrice, elle est devenue invasive dans plusieurs régions, en raison de différents facteurs (réchauffement climatique, pollution par les nitrates, développement des populations sauvages issues des installations ostréicoles), ce qui pose de multiples problèmes écologiques et économiques (banalisation de la faune littorale, valorisation peu rentable du fait de la contamination éventuelle ou des coûts élevés de ramassage et de transport),.

## Description
Cette huître a une coquille inéquivalve (deux valves différentes inéquilatérales), extrêmement rugueuse, très cannelée, et laminée. De forme variable, elle a tendance à être oblongue avec un bord crênelé. Sa valve (inférieure) gauche est profondément creuse et sculptée de grossières arêtes concentriques crénelées et coupantes (arêtes correspondant à des stries de croissance étudiées par la sclérochronologie, et délimitant des lames concentriques écailleuses). Même déformée, cet aspect la rend très caractéristique. Fréquemment, 6 ou 7 côtes épaisses (plis calcaires ondulés) forment une profonde marque sur la marge de la coquille. Sa valve (supérieure) droite plate ou légèrement convexe se repose à l'intérieur de la gauche et a des sculptures similaires. Le crochet et l’umbo qui se forment sur la charnière de la coquille sont souvent envahis par ces plis calcaires. La couleur est souvent grisâtre à verdâtre, avec plusieurs raies et taches pourpres rayonnant loin de l'umbo. L'intérieur de la coquille est blanc, avec un muscle adducteur qui est parfois sombre, mais jamais pourpre ou noir.

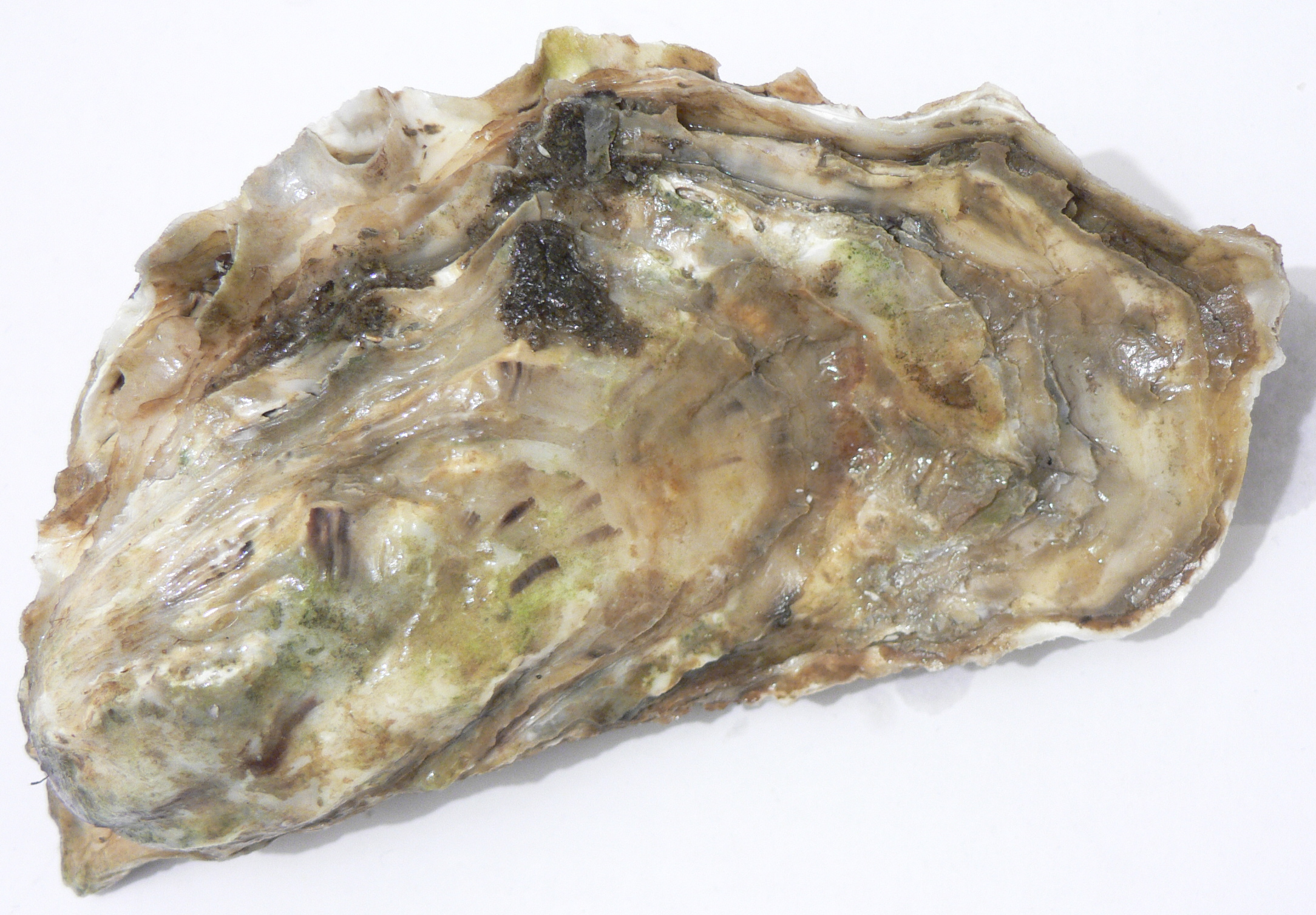
Coquille.
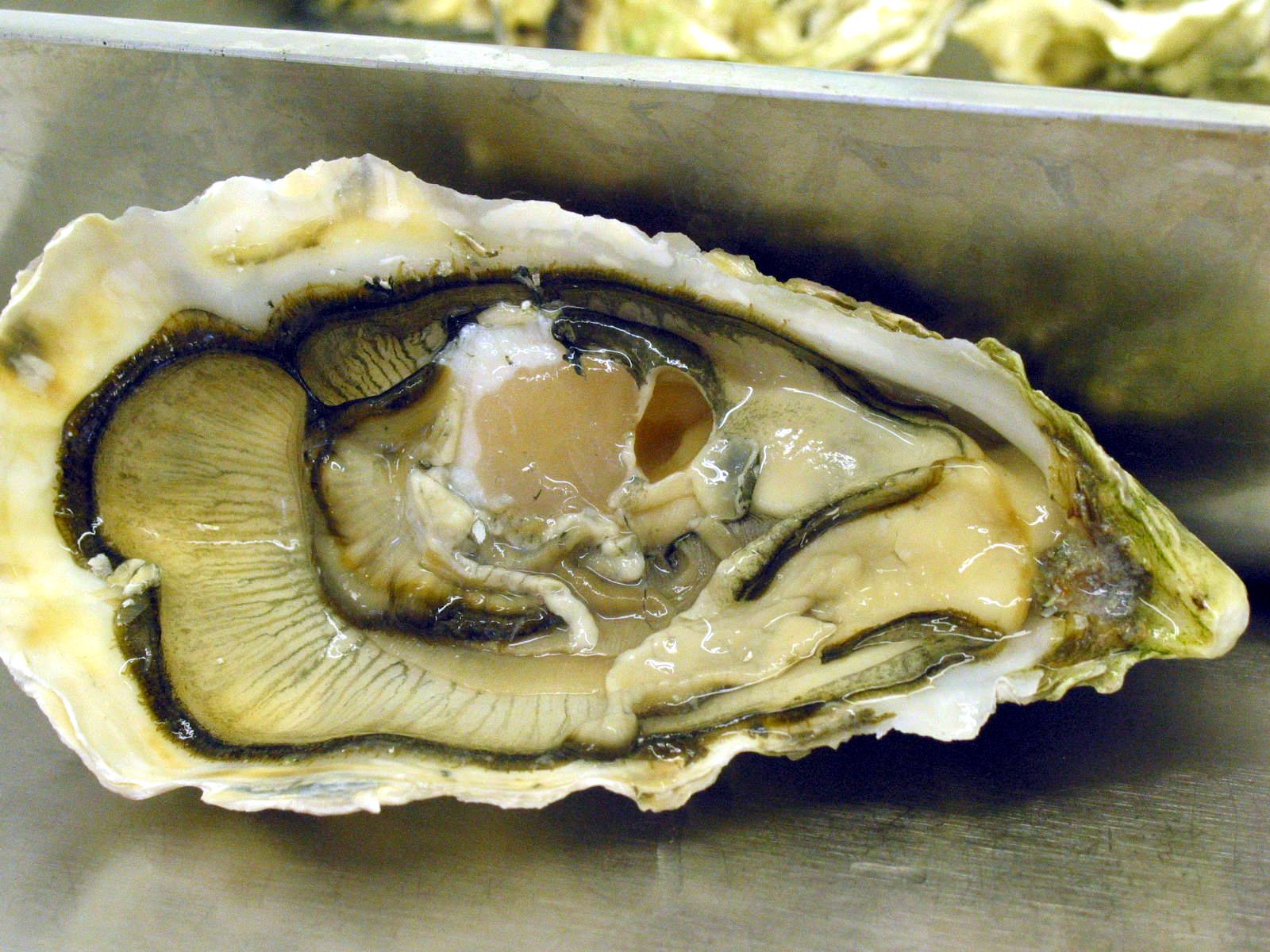
Corps.
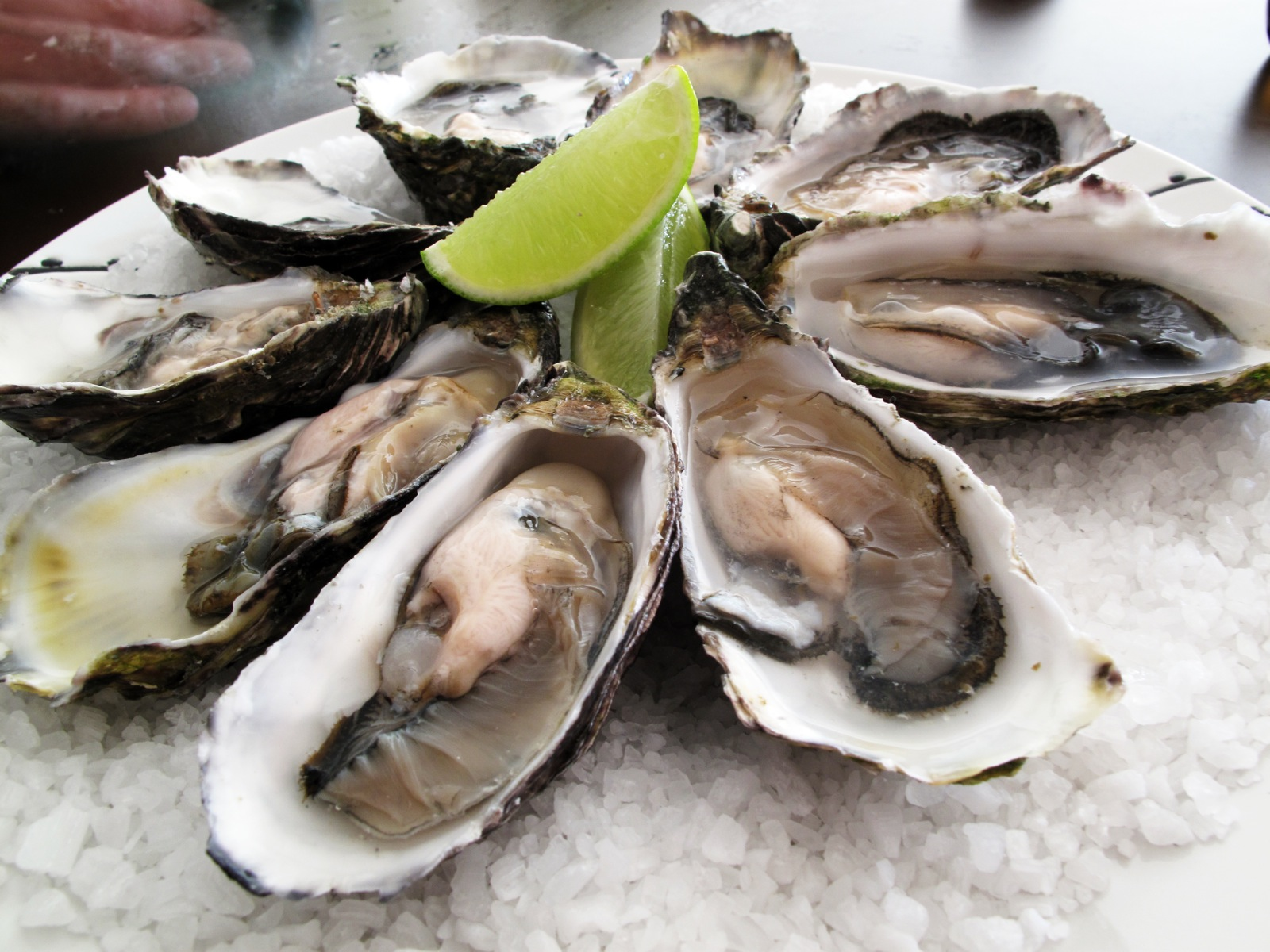
En cuisine.
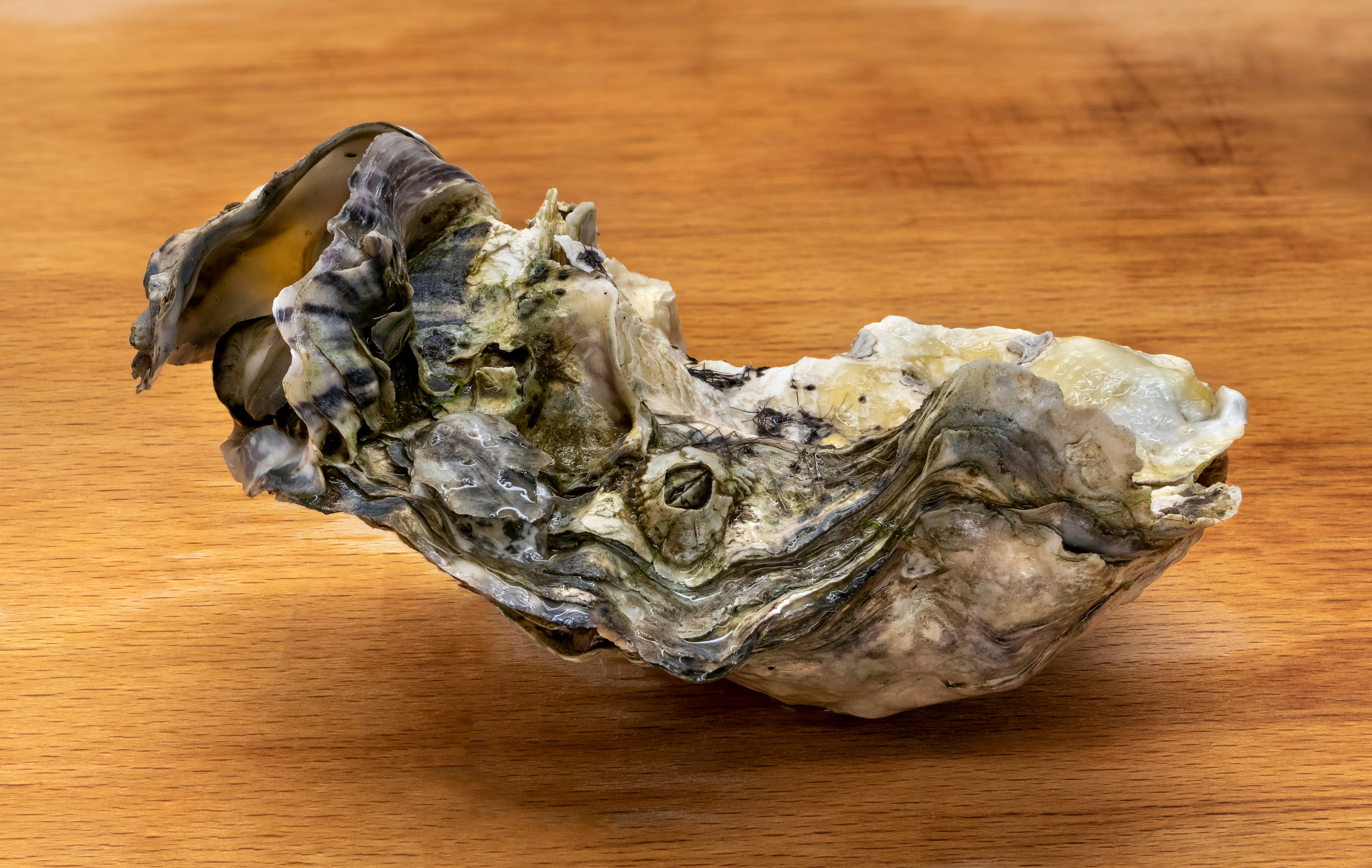
Une coquille de Magallana gigas d'environ 12 cm, trouvée en Suède. Deux huîtres plus petites y sont attachées, ainsi qu'une balane et le crampon d'une algue.

## Biologie

### Reproduction
La sexualité de l'huître creuse a très tôt été décrite comme reposant sur un hermaphrodisme successif. La détermination du sexe est un phénomène complexe qui est régulé par de nombreux facteurs environnementaux (température, nourriture…) et internes, si bien qu'on peut parler aussi d'un mode de reproduction qui relève du gonochorisme (présence d'un seul sexe au plus, mâle ou femelle, chez un individu).
La maturation sexuelle et la gamétogenèse commencent à la fin de l’hiver et se poursuivent jusque vers le mois de juillet, période de la fécondation externe. Cette fécondation a lieu préférentiellement durant le flot de la marée. La ponte peut se produire plusieurs fois durant l’été, lorsque la température de l’eau est supérieure à un seuil (18 à 20 °C), et sa durée aller de quelques minutes à plus d’une heure. Chez la femelle, elle se traduit par de violents mouvements valvaires, ce qui rend la ponte détectable au moyen d’un enregistrement de l’activité valvaire. Chez le mâle, c’est une importante action des cils qui propulse les spermatozoïdes à l’extérieur.
La stratégie reproductive de type r est liée à la forte mortalité de la phase planctonique de l'huître. La fécondité est très élevée : une femelle libère entre 20 et 100 millions d’œufs non fécondés par ponte, contre un million pour l'huître plate,.

### Cycle de vie

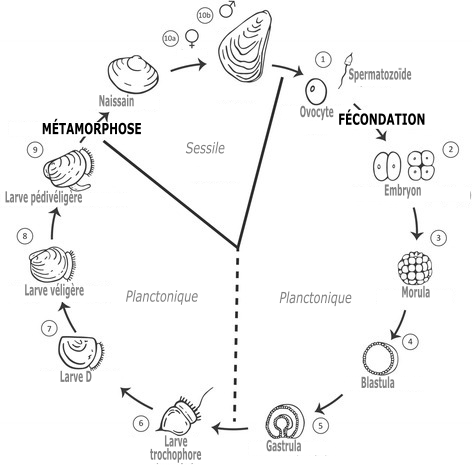
Cycle de vie bentho-pélagique de l'huître avec quatre principaux stades de développement : l'étape embryonnaire, larvaire, le naissain et l'âge adulte.

Cette huître est une espèce ovipare hermaphrodite protandre successive.
La gamétogénèse est active au printemps et se traduit par le développement de la gonade autour de la glande digestive (en maturant, cet organe reproducteur devient blanchâtre : l'huître est dite « laiteuse »). La fécondation externe a lieu après l'émission de spermatozoïdes et d'ovocytes une ou plusieurs fois par été lorsque la température de l'eau est supérieure à un seuil d'environ 18 – 20 °C. L'œuf fécondé donne une larve planctonique qui dérive avec la masse d’eau pendant environ 20 jours. Cette phase larvaire passe par différents stades : la larve trochophore devient, au bout de 24 heures environ, une larve D puis une larve véligère qui mesure 60 µm. Vivant de ses réserves énergétiques, elle devient strictement planctotrophe au bout de 5 jours environ.
La larve véligère dispose d’un velum, une sorte de voile cilié, qui lui sert à se déplacer et à capturer ses proies. Elle se recouvre rapidement d'une coquille larvaire, la prodissoconque (larve umbonée). À la fin du stade larvaire (en moyenne deux à trois semaines), elle atteint 300 µm, se munit d’un pied (larve dite pédivéligère) qui lui permet de ramper pour choisir le substrat sur lequel elle va se fixer et lui sécrète le ciment pour la fixation. Une fois fixée, la larve devenue naissain commence sa métamorphose et le développement des organes de l’adulte.

## Systématique
Le nom valide complet (avec auteur) de ce taxon est Magallana gigas (Thunberg, 1793).
Magallana gigas a pour synonymes :
- Lopha (Ostreola) posjetica beringi Vialov, 1946
- Lopha (Ostreola) posjetica newelskyi Vialov, 1946
- Lopha (Ostreola) posjetica zawoikoi Vialov, 1946
- Ostrea chemnitzii var. elongata Grabau & S. G. King, 1928
- Ostrea gigas var. tientsiensis Grabau & S. G. King, 1928
- Crassostrea (Magallana) gigas (Thunberg, 1793)
- Crassostrea gigas (Thunberg, 1793)
- Crassostrea laperousii (Schrenck, 1862)
- Crassostrea posjetica (Razin, 1934)
- Crassostrea talienwhanensis (Crosse, 1862)
- Dioeciostrea hispaniola Orton, 1928
- Lopha (Ostreola) posjetica (Razin, 1934)
- Ostraea cymbaeformis G. B. Sowerby II, 1871
- Ostraea rostralis Lamarck, 1819, sensu G. B. Sowerby II, 1871
- Ostrea gigas Thunberg, 1793
- Ostrea gravitesta Yokoyama, 1926
- Ostrea laperousii Schrenck, 1861
- Ostrea posjetica Razin, 1934
- Ostrea talienwhanensis Crosse, 1862

### Publication originale
- Thunberg, C.P. (1793). Tekning och Beskrifning på en stor Ostronsort ifrån Japan. Kongliga Vetenskaps Academiens Nya Handlingar. 14(4-6): 140-142, 1 pl. lire en ligne

### Une taxonomie controversée
Originellement placée dans le genre-type des huîtres Ostrea, cette espèce a été connue pendant tout le XXe siècle sous le nom de « Crassostrea gigas », mais une étude phylogénétique publiée en 2014 puis complétée en 2017 a divisé ce genre en deux et l'a placée, ainsi que plusieurs autres espèces du même genre de la zone indopacifique, dans le genre Magallana, nouvellement créé. Le genre Crassostrea reste lui réservé aux huîtres creuses de la zone atlantique.
Cependant, cette classification est controversée car elle reposerait sur un critère qui, selon un consortium international de chercheurs reconnus, est trop partiel pour être validé. En effet, l'utilisation d'un seul critère moléculaire chez une des rares espèces de mollusques marins d'intérêt commercial dont le génome entier est disponible depuis plusieurs années ne fait pas consensus sur sa pertinence et son utilité.
Plus généralement, les arguments contre le changement portent aussi sur les points suivants :
- Le manque de diagnostics morphologiques clairs pour distinguer les genres Crassostrea et Magallana reste un problème, rend la distinction difficile pour les non-spécialistes, notamment dans le cadre de la gestion des ressources aquacoles.
- Des préoccupations de stabilité nomenclaturale sont soulevées, car un changement de nom perturbe l'utilisation établie du nom Crassostrea gigas, créant de la confusion parmi les aquaculteurs et les scientifiques.
- Plusieurs experts estiment que le changement complique inutilement les communications et les pratiques courantes, et il a été demandé que les journaux scientifiques et les administrations adoptent des politiques pour conserver l’ancien nom[26].

Mais plusieurs voix se sont également faites entendre pour défendre le changement proposé, et une réfutation scientifique approfondie des demandes formulées dans les deux articles de Bayne et al. (2017, 2019), incluant une nouvelle analyse moléculaire qui apporte un soutien supplémentaire au nouveau genre Magallana, a été publiée en 2021, toujours par Salvi et ses co-auteurs.
Les principaux arguments pour le changement sont donc :
- Les analyses phylogénétiques révèlent que Magallana et Crassostrea sont des clades distincts sur le plan moléculaire, justifiant pour ses créateurs ainsi la reconnaissance de Magallana comme un genre séparé. Cette différenciation biogéographique et génétique pourrait aider à mieux comprendre l'évolution et la biologie des huîtres, ce qui serait bénéfique pour la conservation et les pratiques aquacoles.
- L’utilisation de noms de taxons qui reflètent la phylogénie permet de fournir des informations claires et transparentes, même pour les non-taxonomistes, en soulignant les différences évolutives et biogéographiques.
- Le Code international de nomenclature zoologique ne contient aucune disposition pour retirer un acte nomenclatural[30], même si un article était rétracté. Les actes nomenclaturaux contenus dans cet article resteraient valables, sauf s'ils viennent à être explicitement supprimés par la Commission.

Cette controverse est illustrée par la persistance de la dénomination Crassostrea gigas dans un grand nombre d'articles de la littérature scientifique spécialisée depuis la parution en 2017 de la proposition de changement taxonomique par Salvi et collègues. Toutefois, après avoir dans un premier proposé que le nom Crassostrea gigas reste « accepté mais légèrement moins préféré », l'organisme officiel de nomenclature biologique, le World Register of Marine Species, nomme désormais cette espèce Magallana gigas.